# Rhaponticoides
Rhaponticoides är ett släkte av korgblommiga växter. Rhaponticoides ingår i familjen korgblommiga växter.
Kladogram enligt Catalogue of Life:
| Rhaponticoides | \| \| Rhaponticoides kasakorum \| \| \| \| \| \| Rhaponticoides pythiae \| \| \| \| |
|                | \| \| Rhaponticoides kasakorum \| \| \| \| \| \| Rhaponticoides pythiae \| \| \| \| |
|                | Rhaponticoides kasakorum                                                            |
|                |                                                                                     |
|                | Rhaponticoides pythiae                                                              |
|                |                                                                                     |

## Bildgalleri

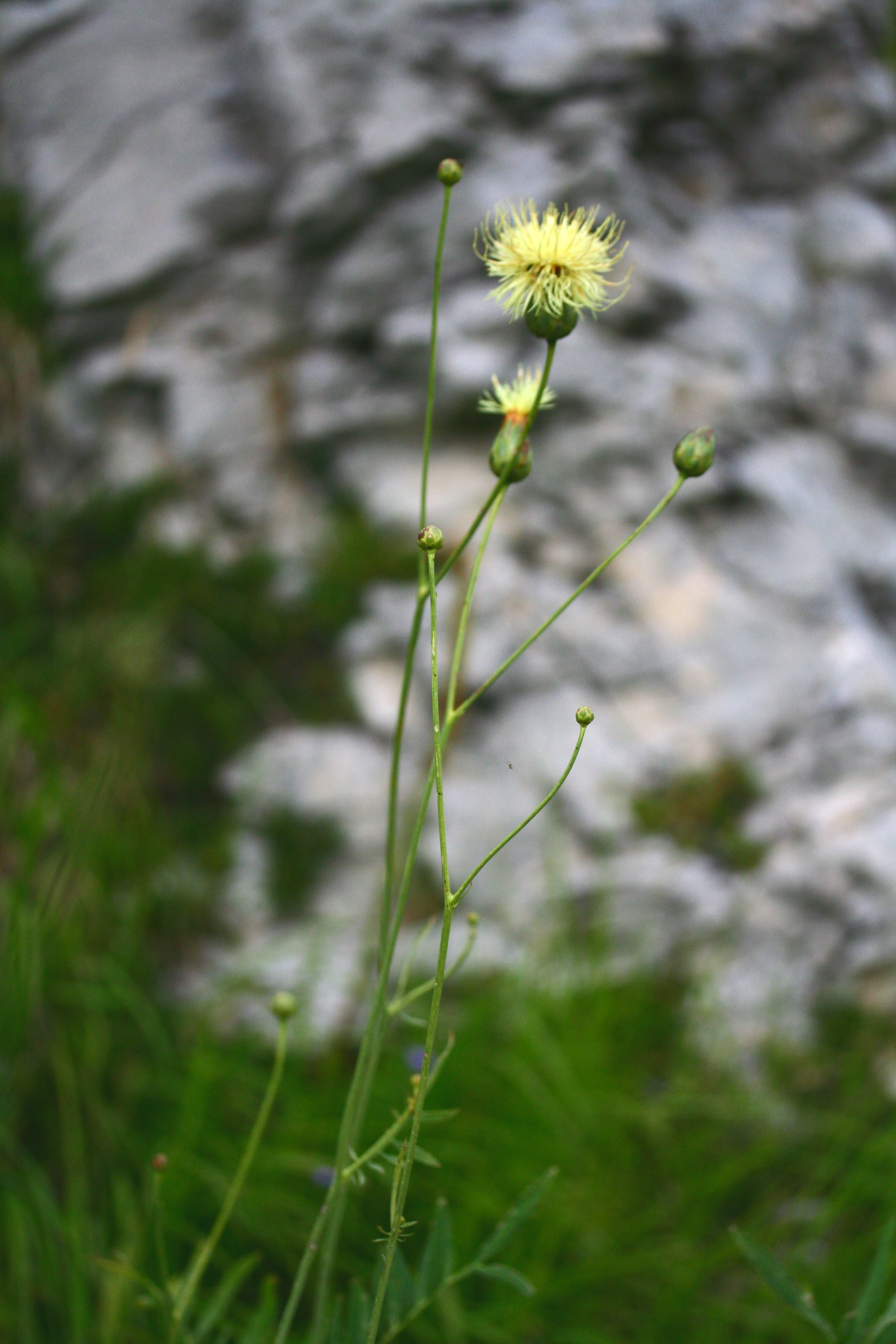
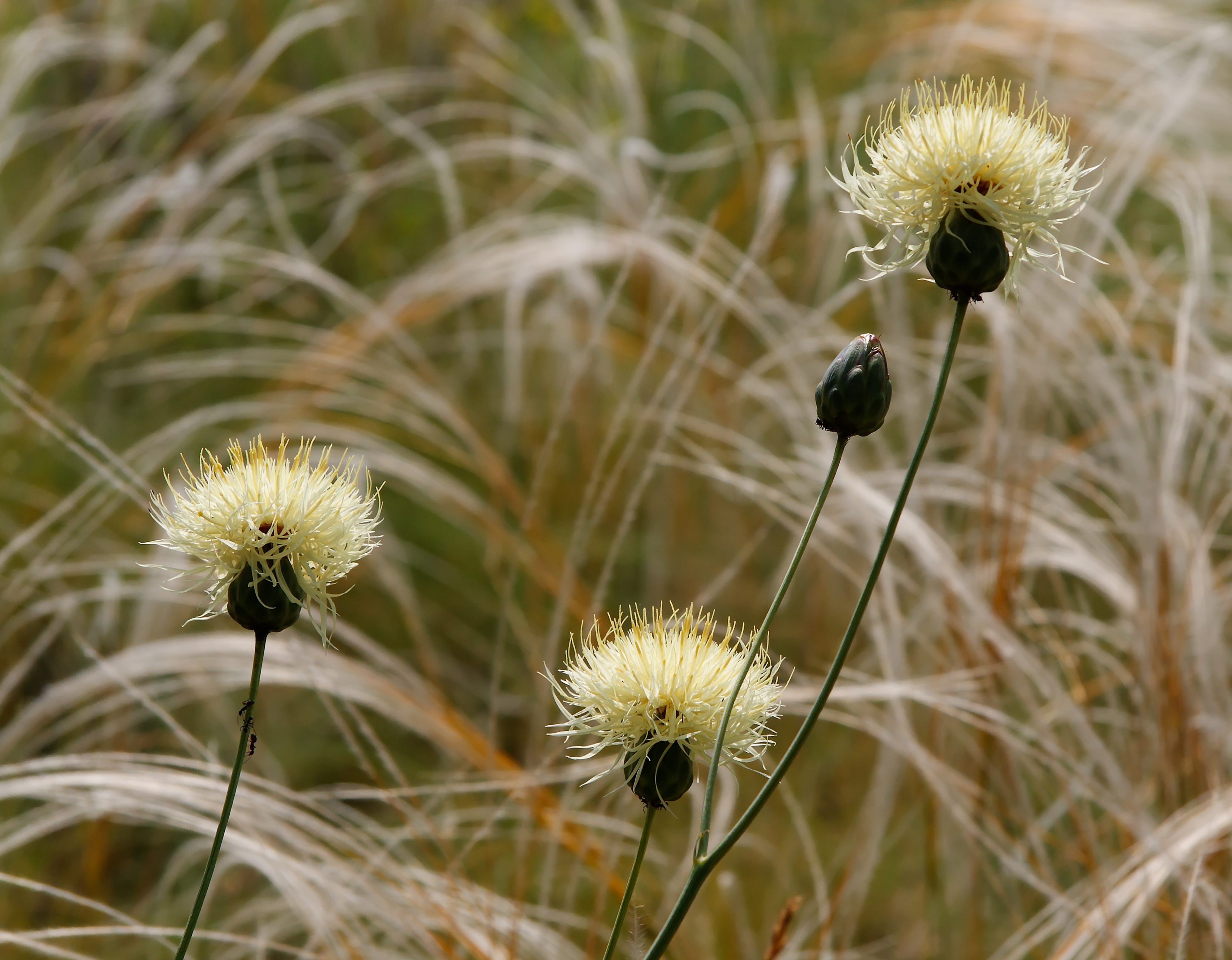
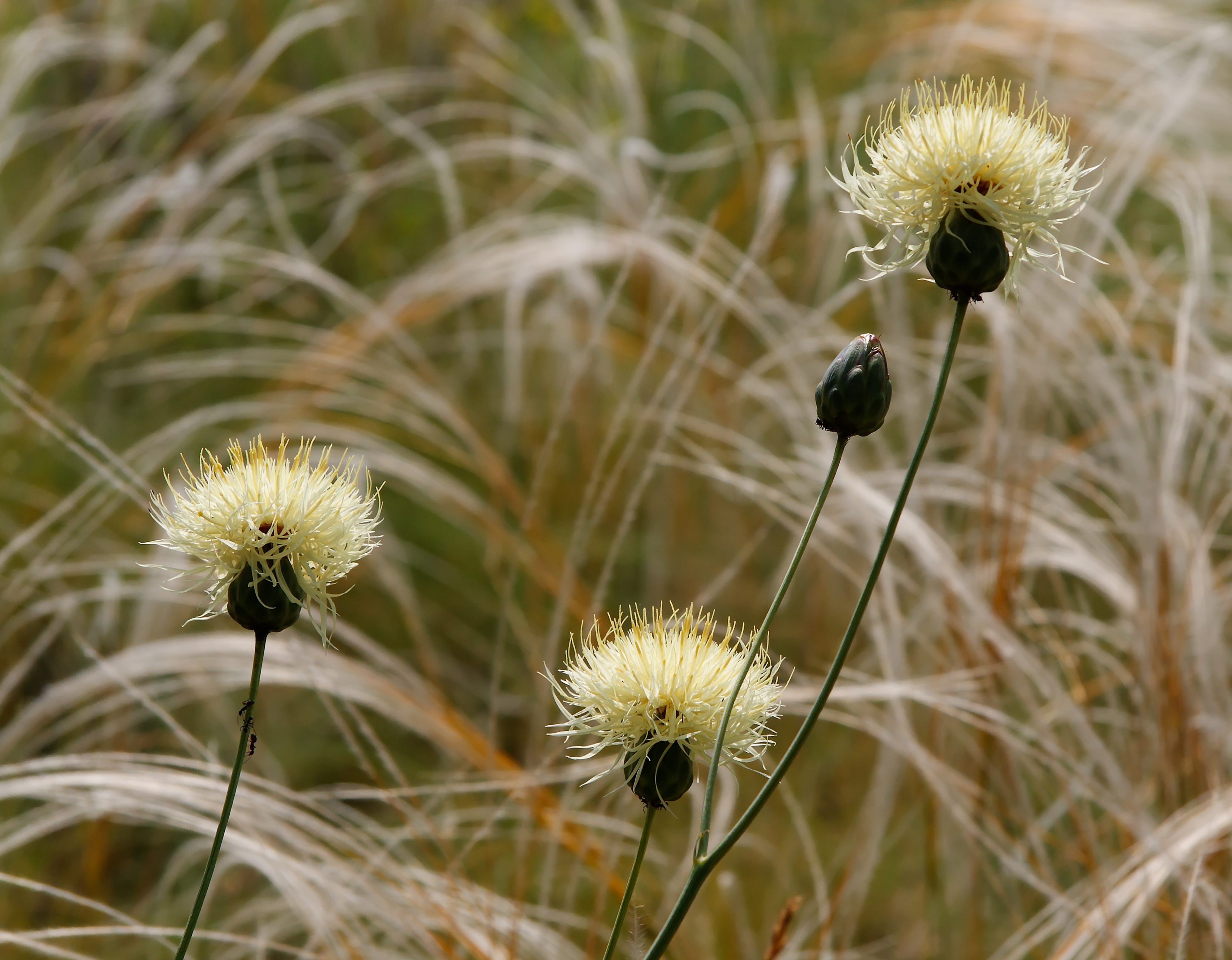
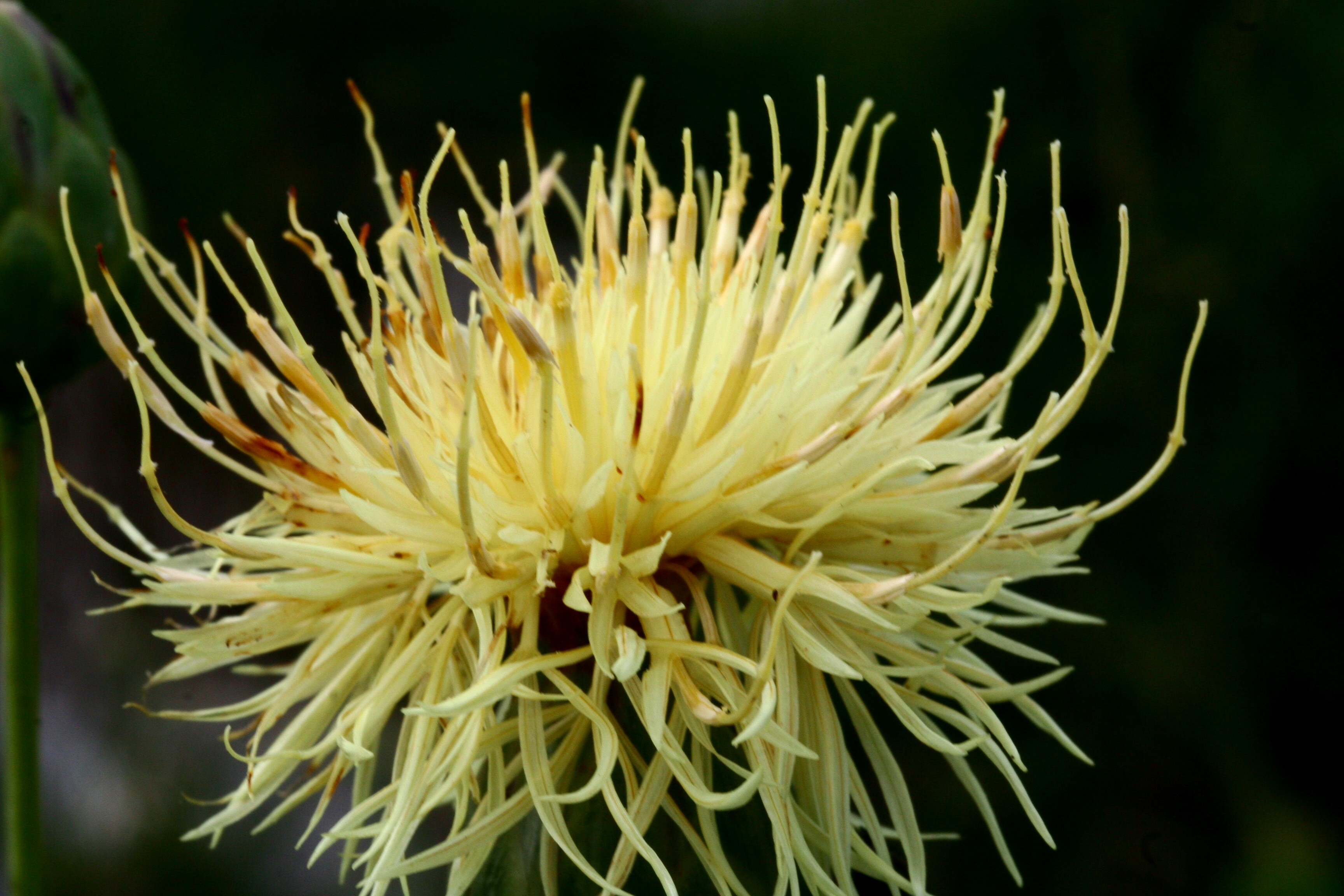